# Tetrastichus laddi
Tetrastichus laddi är en stekelart som beskrevs av Girault 1913. Tetrastichus laddi ingår i släktet Tetrastichus och familjen finglanssteklar. Inga underarter finns listade i Catalogue of Life.